# Ostrea conchaphila
Ostrea conchaphila är en musselart som först beskrevs av Carpenter 1857.  Ostrea conchaphila ingår i släktet Ostrea och familjen ostron. Inga underarter finns listade i Catalogue of Life.